# Rhopalia spinolae
Rhopalia spinolae är en tvåvingeart som beskrevs av Macquart 1838. Rhopalia spinolae ingår i släktet Rhopalia och familjen Mydidae.
Artens utbredningsområde är Egypten. Inga underarter finns listade i Catalogue of Life.